# Reacție Hoesch
Reacția Hoesch sau reacția Houben-Hoesch este o reacție organică în care un nitril reacționează cu un compus aromatic formând o cetonă aromatică. Reacția este un caz particular de acilare Friedel-Crafts și se realizează cu acid clorhidric și un catalizator acid Lewis (de exemplu, cu clorură de aluminiu AlCl3):
Reacția a fost denumită după Kurt Hoesch și Josef Houben care au raportat acest caz particular de reacție în anii 1915 și respectiv 1926. Reacția este similară cu reacția Gattermann în care se folosește în schimb acid cianhidric.

## Mecanism de reacție
O imină se poate izola ca intermediar de reacție. Cel mai probabil specia electrofilă este de tipul R-C+=NHCl−. Este necesar ca arenele să fie compuși bogați în electroni, cu grupe substituente donoare de electroni, precum sunt fenoli sau anilinele. 
Mecanismul reacției Hoesch se desfășoară în două etape. Prima etapă este o adiție nucleofilă a nitrilului cu ajutorul acidului Lewis, formându-se o imină. Apoi, aceasta este hidrolizată în mediu apos cu obținerea cetonei aromatice:

## Exemple
Un exemplu reprezentativ este sinteza 2,4,6-trihidroxiacetofenonei (THAP) din floroglucinol:
În acest caz, mecanismul de reacție poate fi prezentat astfel: